# Pas de répit pour les damnés
Pour plus de détails, voir Fiche technique et Distribution.
Pas de répit pour les damnés (titre original No habrá paz para los malvados) est un film policier espagnol coécrit et réalisé par Enrique Urbizu et sorti le 23 septembre 2011.

## Synopsis
Un policier marginal, Santos Trinidad (Coronado), tue apparemment sans raison trois personnes et laisse échapper un témoin, qu'il va traquer. De son côté, la juge Chacón (Miquel) travaille sur une affaire de terrorisme international financée par un cartel de la drogue colombien. Leurs deux enquêtes vont se rejoindre...

## Fiche technique
- Titre original : No habrá paz para los malvados
- Titre français : Pas de répit pour les salauds
- Réalisation : Enrique Urbizu
- Scénario : Michel Gaztambide et Enrique Urbizu
- Direction artistique : Antón Laguna
- Photographie : Unax Mendía
- Montage : Pablo Blanco
- Musique : Mario de Benito
- Production : Álvaro Augustín et Gonzalo Salazar-Simpson
- Société(s) de production : Lazonafilms, Manto Films et Telecinco
- Société(s) de distribution :  Warner Bros.
- Pays d’origine :  Espagne
- Langue : Espagnol
- Format : Couleurs - 35mm - 2.35:1 -  Son Dolby numérique
- Genre cinématographique : Film policier
- Durée : 96 minutes
- Date de sortie :
- Espagne 16 septembre 2011 (festival de Saint-Sébastien)
  -  Espagne 23 septembre 2011
  -  France 18 février 2015

## Distribution
- José Coronado : l'inspecteur Santos Trinidad
- Rodolfo Sancho : Rodolfo
- Helena Miquel : la juge Chacón
- Juanjo Artero : Leiva
- Chani Martín : l'un des garçons de café

## Distinctions
- 2012 : Prix Goya du meilleur film, du meilleur réalisateur, du meilleur acteur et du meilleur scénario original.

## Réception critique
No habrá paz para los malvados reçoit en majorité des critiques positives.